# Trollsjön (Åkers socken, Småland)
Trollsjön är en sjö i Vaggeryds kommun i Småland och ingår i Lagans huvudavrinningsområde. Sjön är 4,2 meter djup, har en yta på 0,016 kvadratkilometer och befinner sig 248 meter över havet.